# مورغانز بوينت (تكساس)
مورغانز بوينت (بالإنجليزية: Morgan's Point)‏ هي مدينة أمريكية تقع في ولاية تكساس.تبلغ مساحة هذه المدينة 4.6 (كم²)،ويبلغ عدد سكانها 339 نسمة حسب إحصاء سنة 2010 م.

## التركيبة السكانية
حدّد مكتب تعداد الولايات المتحدة بيانات التركيبة السكانية لمورغانز بوينت في تعداد الولايات المتحدة. في ما يلي، التركيبة السكانية حسب تعدادي 2000 و2010.

### تعداد عام 2000
بلغ عدد سكان مورغانز بوينت 336 نسمة بحسب تعداد عام 2000، وبلغ عدد الأسر 111 أسرة وعدد العائلات 85 عائلة مقيمة في المدينة. في حين سجلت الكثافة السكانية 58.1 نسمة لكل كيلومتر مربع (150.5/ميل2). وبلغ عدد الوحدات السكنية 143 وحدة بمتوسط كثافة قدره 24.7 لكل كيلومتر مربع (64.0/ميل2).
وتوزع التركيب العرقي للمدينة بنسبة 88.69% من البيض و4.46% من الأمريكيين الأفارقة و0.89% من الأمريكيين الأصليين و4.46% من الأعراق الأخرى و1.49% من عرقين مختلطين أو أكثر و12.80% من الهسبانيون أو اللاتينيون من أي عرق.
بلغ عدد الأسر 111 أسرة كانت نسبة 22.5% منها لديها أطفال تحت سن الثامنة عشر تعيش معهم، وبلغت نسبة الأزواج القاطنين مع بعضهم البعض 64.9% من أصل المجموع الكلي للأسر، ونسبة 9% من الأسر كان لديها معيلات من الإناث دون وجود شريك، بينما كانت نسبة 2.7% من الأسر لديها معيلون من الذكور دون وجود شريكة وكانت نسبة 23.4% من غير العائلات. تألفت نسبة 23.4% من أصل جميع الأسر من عدة أفراد يعيشون في نفس المنزل ونسبة 9.9% كانت تتألف من شخص يعيش بمفرده يبلغ من العمر 65 عاماً أو أكثر. وبلغ متوسط حجم الأسرة المعيشية 2.32، أما متوسط حجم العائلات فبلغ 2.64.
بلغ العمر الوسطي للسكان 38.2 عاماً. وكانت نسبة 11.3% من القاطنين تحت سن الثامنة عشر، وكانت نسبة 4.2% بين الثامنة عشر والرابعة والعشرين عاماً، ونسبة 19% كانت واقعةً في الفئة العمرية ما بين الخامسة والعشرين والرابعة والأربعين عاماً، ونسبة 28% كانت ما بين الخامسة والأربعين والرابعة والستين، ونسبة 14% كانت ضمن فئة الخامسة والستين عاماً فما فوق. يوجد لكل 100 أنثى 119.7 ذكر، ويوجد لكل 100 أنثى في الثامنة عشر من عمرها فما فوق 104.7 ذكر.
بلغ متوسط دخل الأسرة في المدينة 57,917 دولارًا، أما متوسط دخل العائلة فبلغ 71,458 دولارًا. وكان متوسط دخل الذكور 40,313 دولارًا مقابل 30,625 دولارًا للإناث. وسجل دخل الفرد الخاص بالمدينة 32,446 دولارًا. وكانت نسبة 0% من العائلات ونسبة 2.2% من السكان تحت خط الفقر، وكان من هؤلاء نسبة 0% تحت سن الثامنة عشر ونسبة 0% في الخامسة والستين من العمر وما فوق.

### تعداد عام 2010
بلغ عدد سكان مورغانز بوينت 339 نسمة بحسب تعداد عام 2010، وبلغ عدد الأسر 109 أسرة وعدد العائلات 69 عائلة مقيمة في المدينة. في حين سجلت الكثافة السكانية 58.7 نسمة لكل كيلومتر مربع (152.0/ميل2). وبلغ عدد الوحدات السكنية 140 وحدة بمتوسط كثافة قدره 24.2 لكل كيلومتر مربع (62.7/ميل2).
وتوزع التركيب العرقي للمدينة بنسبة 73.75% من البيض و10.32% من الأمريكيين الأفارقة و2.65% من الأمريكيين الأصليين و0.59% من الأمريكيين ذوي الأصول الآسيوية و10.32% من الأعراق الأخرى و2.36% من عرقين مختلطين أو أكثر و25.07% من الهسبانيون أو اللاتينيون من أي عرق.
بلغ عدد الأسر 109 أسرة كانت نسبة 18.3% منها لديها أطفال تحت سن الثامنة عشر تعيش معهم، وبلغت نسبة الأزواج القاطنين مع بعضهم البعض 51.4% من أصل المجموع الكلي للأسر، ونسبة 5.5% من الأسر كان لديها معيلات من الإناث دون وجود شريك، بينما كانت نسبة 6.4% من الأسر لديها معيلون من الذكور دون وجود شريكة وكانت نسبة 36.7% من غير العائلات. تألفت نسبة 29.4% من أصل جميع الأسر من عدة أفراد يعيشون في نفس المنزل ونسبة 11.9% كانت تتألف من شخص يعيش بمفرده يبلغ من العمر 65 عاماً أو أكثر. وبلغ متوسط حجم الأسرة المعيشية 2.25، أما متوسط حجم العائلات فبلغ 2.68.
بلغ العمر الوسطي للسكان 37.7 عاماً. وكانت نسبة 30.1% من القاطنين تحت سن الثامنة عشر، وكانت نسبة 9.7% بين الثامنة عشر والرابعة والعشرين عاماً، ونسبة 16.8% كانت واقعةً في الفئة العمرية ما بين الخامسة والعشرين والرابعة والأربعين عاماً، ونسبة 26.8% كانت ما بين الخامسة والأربعين والرابعة والستين، ونسبة 16.5% كانت ضمن فئة الخامسة والستين عاماً فما فوق. وتوزع التركيب الجنسي للسكان بنسبة 52.2% ذكور و47.8% إناث.